# FN:s deklaration om ursprungsfolkens rättigheter
FN:s deklaration om ursprungsfolkens rättigheter är en resolution, som FN:s generalförsamling antog 13 september 2007.
Deklarationen syftar till skydd av ursprungsfolkens rättigheter. Även om den inte är bindande enligt internationell rätt, återspeglar FN:s medlemsstaters föresatser att gå i en viss riktning. FN beskriver detta som ett instrument i kampen mot brott mot mänskliga rättigheter, diskriminering och marginalisering för världens ursprungsbefolkning på 370 miljoner människor. 

## Syfte med deklarationen
Deklarationen fastslår individuella och kollektiva rättigheter för ursprungsfolk samt deras rätt till kultur, identitet, språk, anställning, hälsa och utbildning. Den understryker folkens rätt att behålla och stärka sina egna institutioner, kulturer och traditioner. Den förbjuder vidare diskriminering av ursprungsfolk, samt främjar deras delaktighet i alla frågor som berör dem och deras rätt att bevara sin identitet och säkra sina egna visioner om ekonomisk och social utveckling.

## Förhandlingar och ratificering
Initiativet till konventionen togs 1982. FN:s ekonomiska och sociala råd (ECOSOC) tillsatte då en arbetsgrupp om ursprungsbefolkningar (WGIP) på basis av en utredning som lagts fram av FN:s rapportör José R. Martínez Cobo om problemen med diskriminering som ursprungsfolk utsattes för. Utredningens uppgift var att utveckla måttstockar för mänskliga rättigheter som skulle skydda dessa. WGIP började 1985 skissera ett utkast till en deklaration och framlade ett förslag 1993, vilket överlämnades till en grupp under en FN-kommission som sysslade med att skydda minoriteter från diskriminering. Denna grupp godkände utkastet det följande året.
Deklarationsutkastet hänsköts därefter till FN:s kommission för mänskliga rättigheter, som upprättade ännu en arbetsgrupp för att analysera dess konsekvenser och villkor. Under de följande åren träffades arbetsgruppen vid elva tillfällen för att finjustera utkastet. Utvecklingen var långsam eftersom några stater var oroade över några huvudpunkter i deklarationen, såsom urfolkens rätt till självbestämmande och kontroll över de naturresurser som finns i deras traditionella länder. Den slutliga versionen av deklarationen antogs den 29 juni 2006 av 47 medlemmar av Rådet för mänskliga rättigheter i en omröstning där 30 länder röstade för, två mot, och resterande länder lade ner sina röster.
Deklarationen överlämnades därefter till generalförsamlingen, som tog upp den för omröstning om förslaget den 13 september 2007. Omröstningen utföll med 143 länder för, fyra emot, och elva nedlagda röster. De fyra länder som röstade emot var Australien, Kanada, Nya Zeeland, och USA, samtliga länder med en betydande andel ursprungsfolk. De länder som lade ner rösterna var Azerbajdzjan, Bangladesh, Bhutan, Burundi, Colombia, Georgien, Kenya, Nigeria, Ryssland, Samoa och Ukraina. 34 medlemsstater var frånvarande vid omröstningen.

## Diskussionen i generalförsamlingen
De fyra medlemsstater som röstade emot deklarationen, alla engelskspråkiga länder med gemensam kulturbakgrund och med ett rättsväsen baserat på common law, reserverade sig mot denna. 
Australien tog upp punkten om att urfolken har rätt att vidhålla sina traditionella rättssystem, och anförde att det endast borde "finnas en lag för alla australier och vi borde inte inskränka lagen med förfaranden som inte är accepterade i den moderna världen."
Kanada anförde att landet stödde deklarationens anda, men var emot att den innehåller element som är "fundamentalt oförenliga med Kanadas konstitutionella ramverk.", varva speciellt utpekades artiklarna 19, 26 och 28. Ministern för indianfrågor och nordlig utveckling, Chuck Strahl, beskrev dokumentet som "obrukbart i en västlig demokrati under en konstitutionell regering." Liknande reservationer och kritik framkom av Nya Zeeland och USA.
Företrädare för FN uttryckte i motsats till de fyra motståndarna till deklarationen, sin belåtenhet med omröstningens utfall och följder. FN:s generalsekreterare Ban Ki-Moon beskrev det som ett "historiskt ögonblick då FN:s medlemsstater och urfolk har förlikats med den smärtsamma historien och har ansatsen att tillsammans göra framsteg med de mänskliga rättigheterna, rättvisa och allas utveckling som mål". Kanadensiskan Louise Arbour, FN:s högkommissarie för mänskliga rättigheter uttryckte sin belåtelse med att allt hårt arbete och all ihärdighet slutligen hade "burit frukt i det mest detaljerade uttalande till dags dato om ursprungsfolkens rättigheter".
Sverige röstade för resolutionen, men den svenske representanten i Generalförsamlingen reserverade sig mot vissa delar av resolutionstexten. Hon menade att de referenser i resolutionen vilka erkände kollektiva rättigheter inte stod över enskilda mänskliga rättigheter och att Sverige inte ansåg att kollektiva rättigheter ingick i folkrätten.